# Sodastream (groupe)
Pour les articles homonymes, voir Sodastream.
Sodastream est un groupe australien constitué de Pete Cohen et de Karl Smith. Le groupe est né à Perth, puis s'est installé à  Melbourne en 1998. 

## Discographie
- Enjoy EP (1997)
- Practical Footwear EP (1997)
- Looks Like A Russian (2000)
- The Hill For Company (2001)
- A Minor Revival (2003)
- Take Me With You When You Go EP (2005)
- Reservations (2006)